# Sorbus whiteana
Sorbus whiteana är en rosväxtart som beskrevs av T.C.G.Rich och L.Houston. Sorbus whiteana ingår i släktet oxlar, och familjen rosväxter. Inga underarter finns listade i Catalogue of Life.